# Antipruriginós
Antipruriginós és aquell medicament o substància que guareix o calma el prurigen. Els fàrmacs antipruriginosos més comuns són els antihistamínics, antiserotonínics i alguns cortisònics, anestèsics i astringents cutanis locals.